# Acosmeryx
Acosmeryx là một chi bướm đêm thuộc họ Sphingidae.

## Các loài
- Acosmeryx anceus - (Stoll 1781)
- Acosmeryx beatae - Cadiou, 2005
- Acosmeryx castanea - Rothschild & Jordan 1903
- Acosmeryx formosana - (Matsumura 1927)
- Acosmeryx hoenei - (Mell 1937)
- Acosmeryx miskini - (Murray 1873)
- Acosmeryx miskinoides - Vaglia & Haxaire, 2007
- Acosmeryx naga - (Moore 1858)
- Acosmeryx omissa - Rothschild & Jordan 1903
- Acosmeryx pseudomissa - Mell 1922
- (Acosmeryx pseudonaga) - Butler, 1881
- Acosmeryx sericeus - (Walker 1856)
- Acosmeryx shervillii - Boisduval 1875
- Acosmeryx sinjaevi - Brechlin & Kitching 1996
- Acosmeryx socrates - Boisduval 1875
- Acosmeryx tenggarensis - Brechlin & Kitching, 2007
- Acosmeryx yunnanfuana - Clark 1925

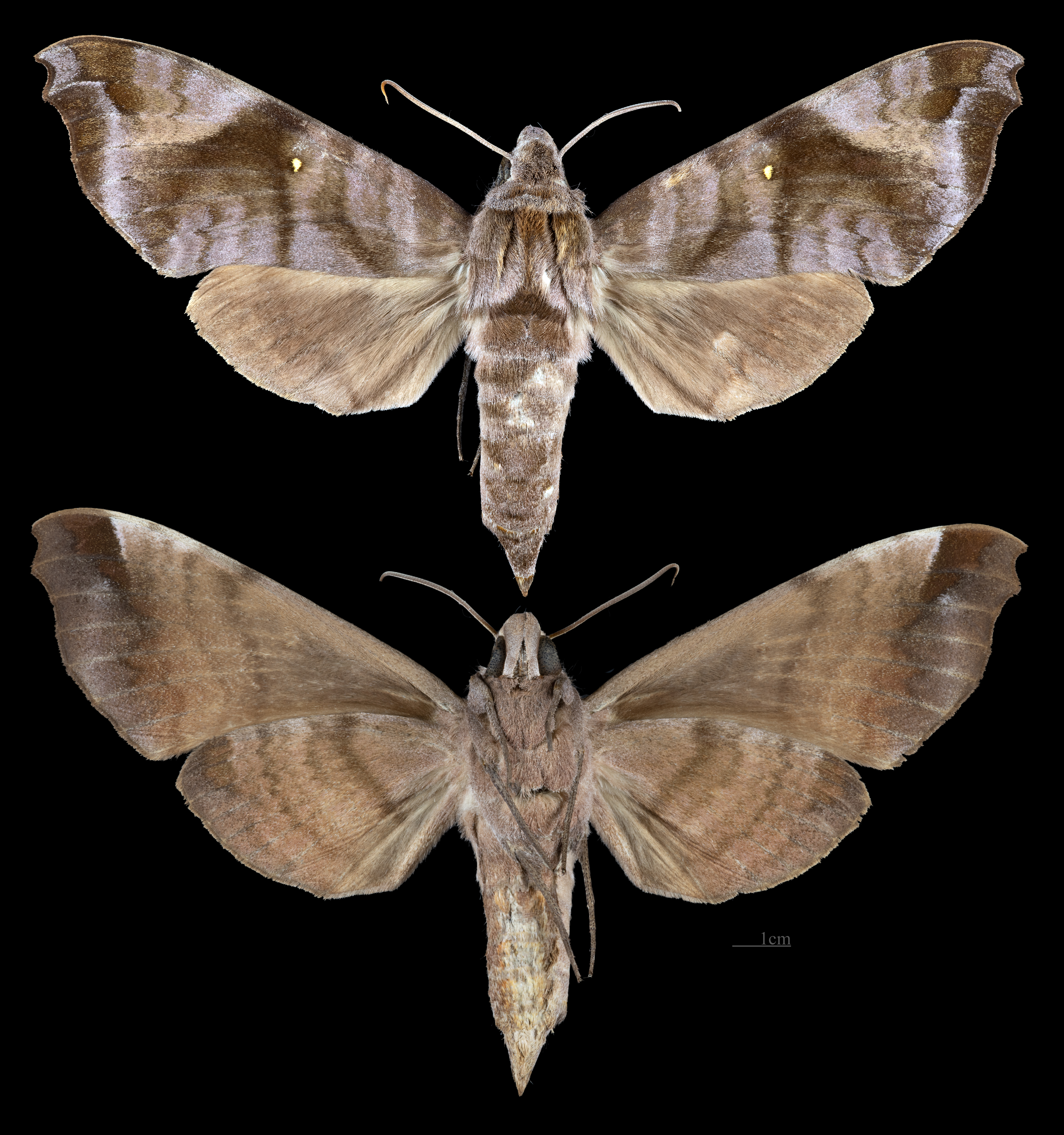
Acosmeryx anceus
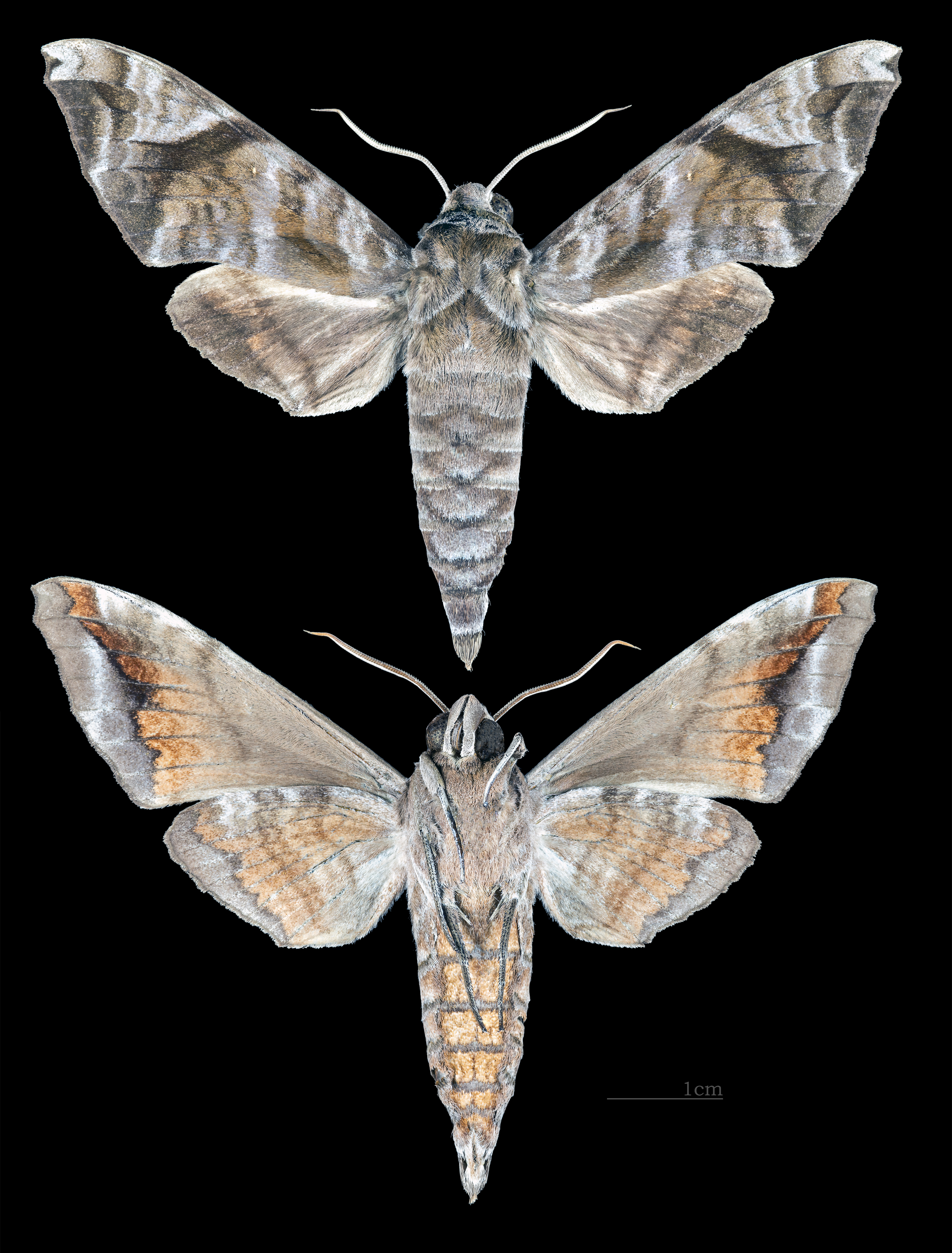
Acosmeryx castanea
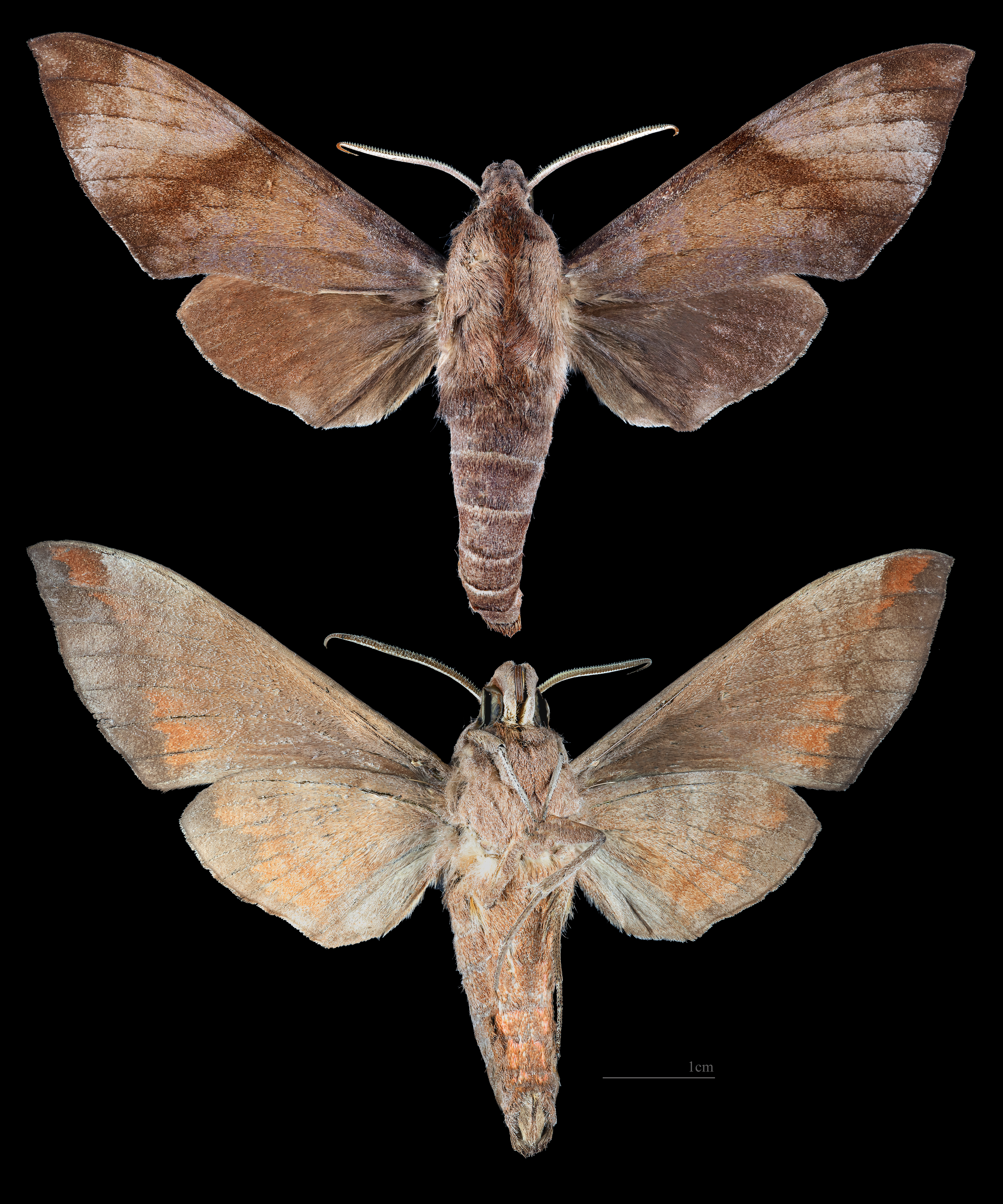
Acosmeryx formosana
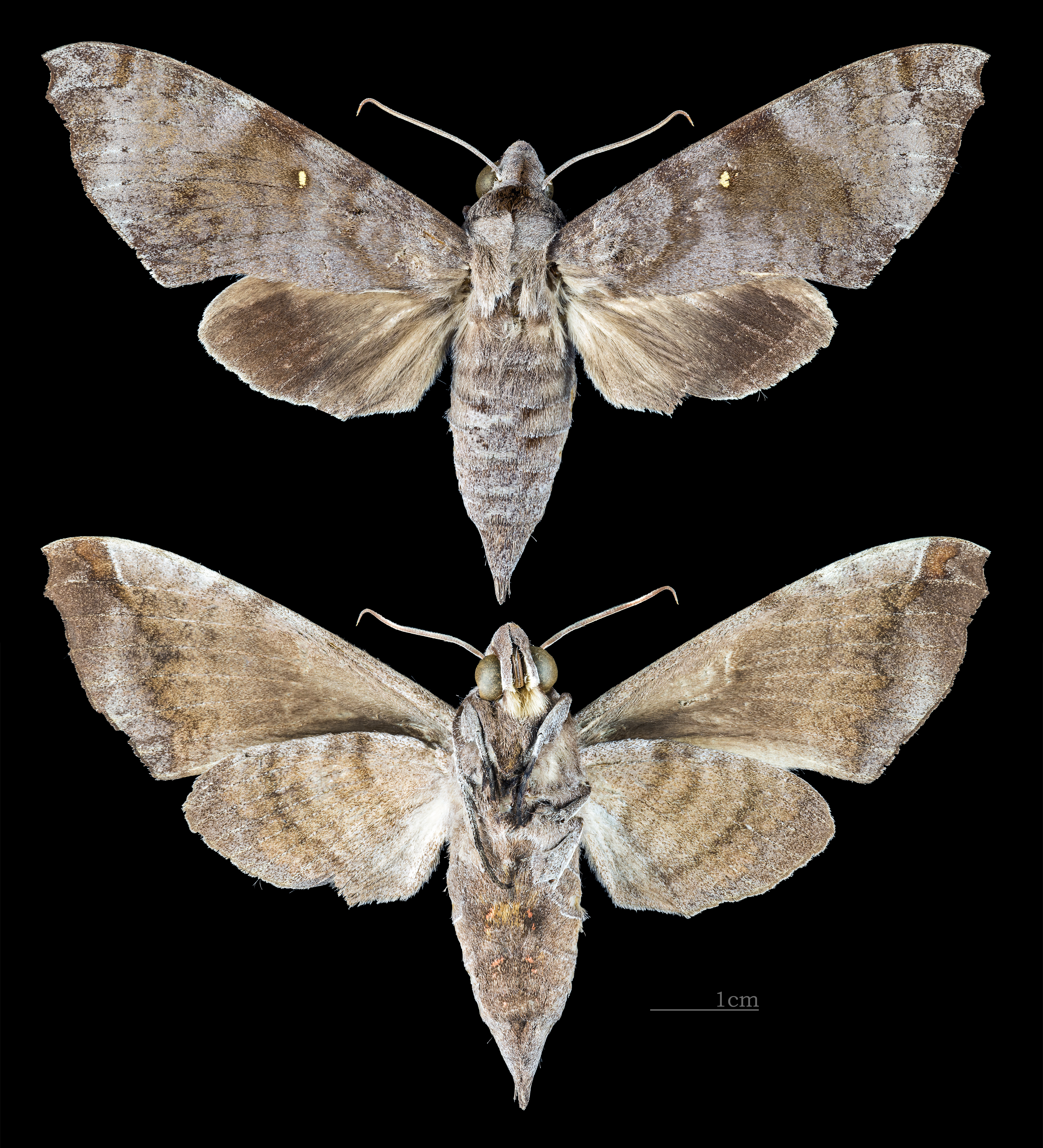
Acosmeryx miskini
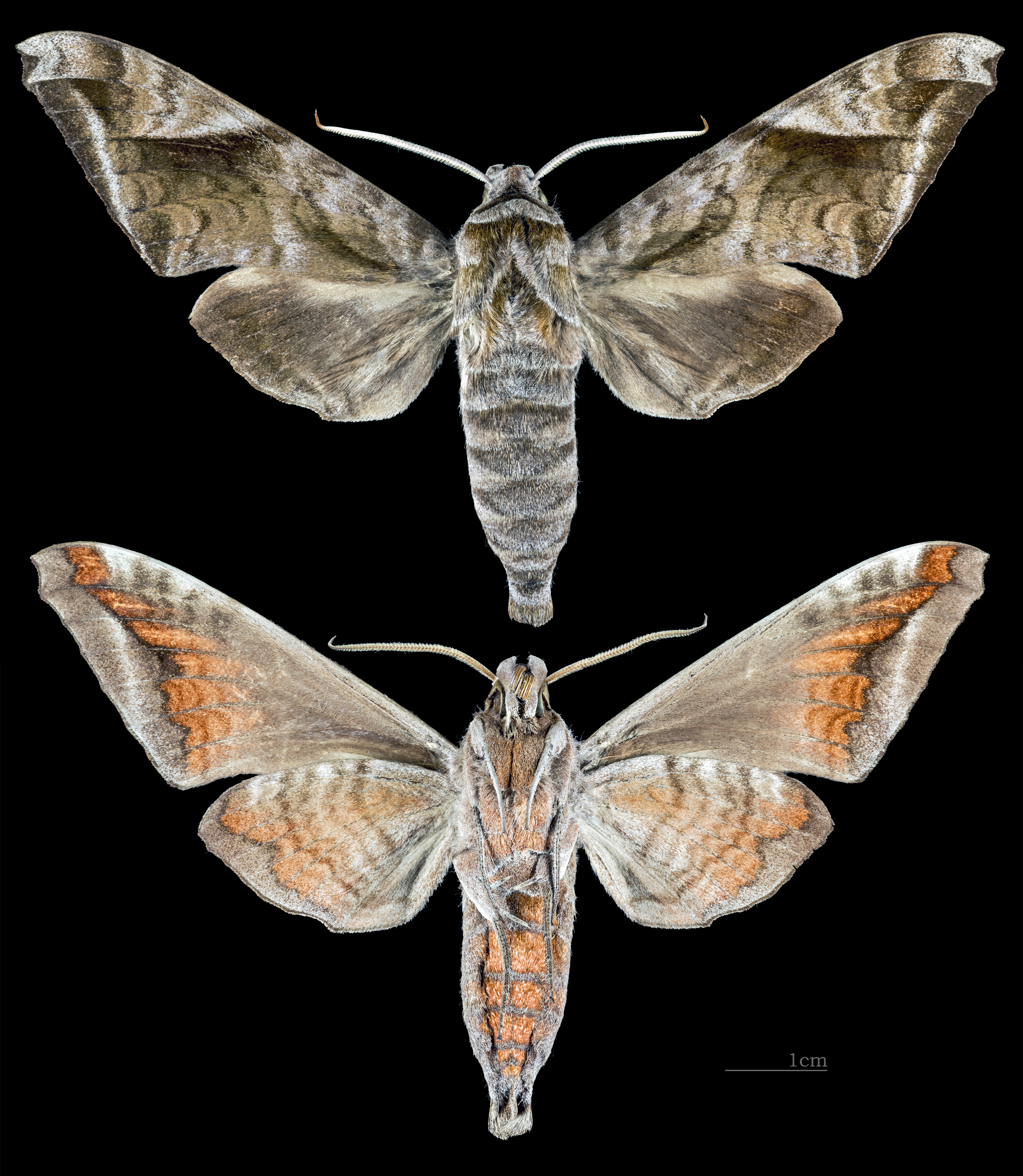
Acosmeryx naga
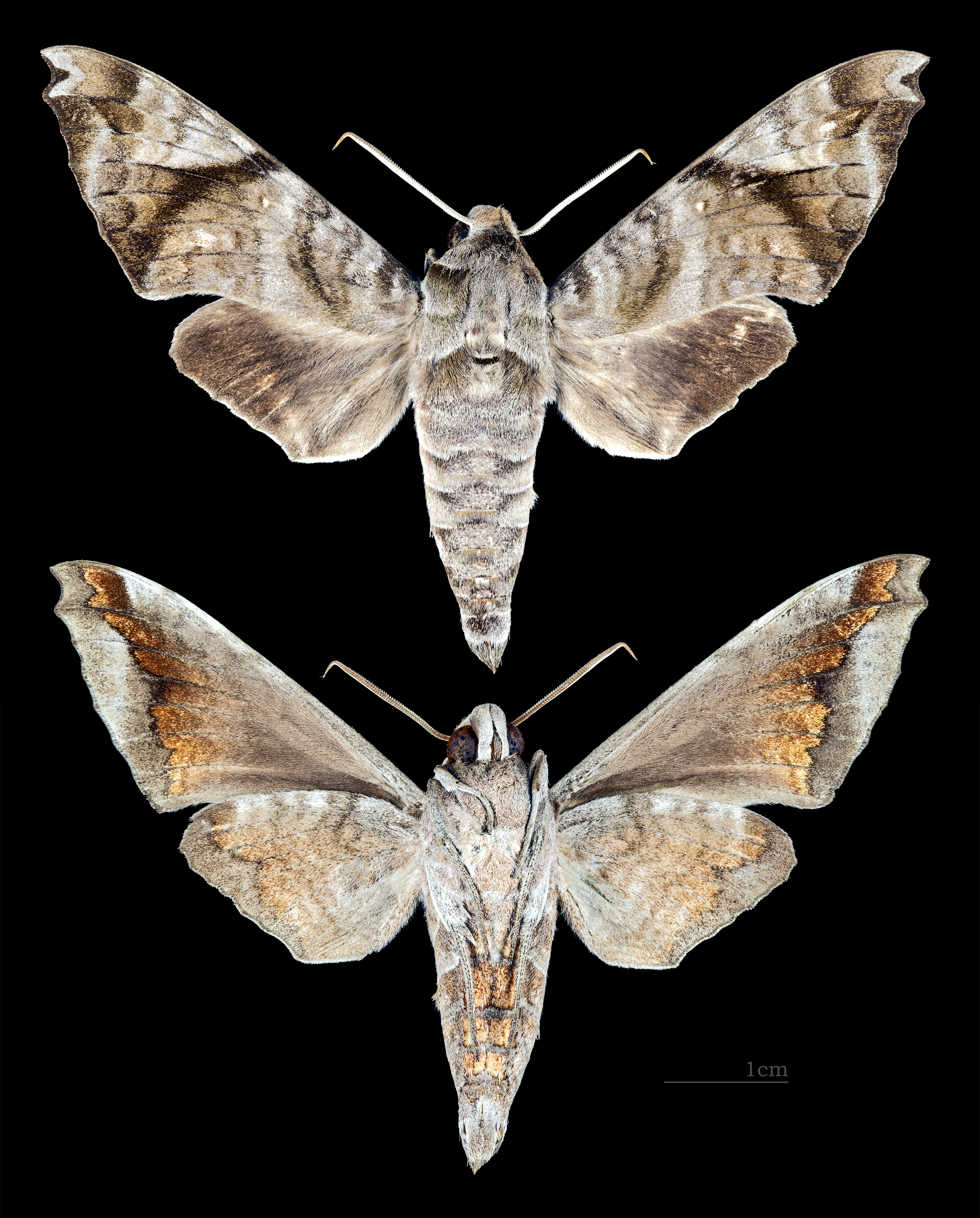
Acosmeryx pseudomissa
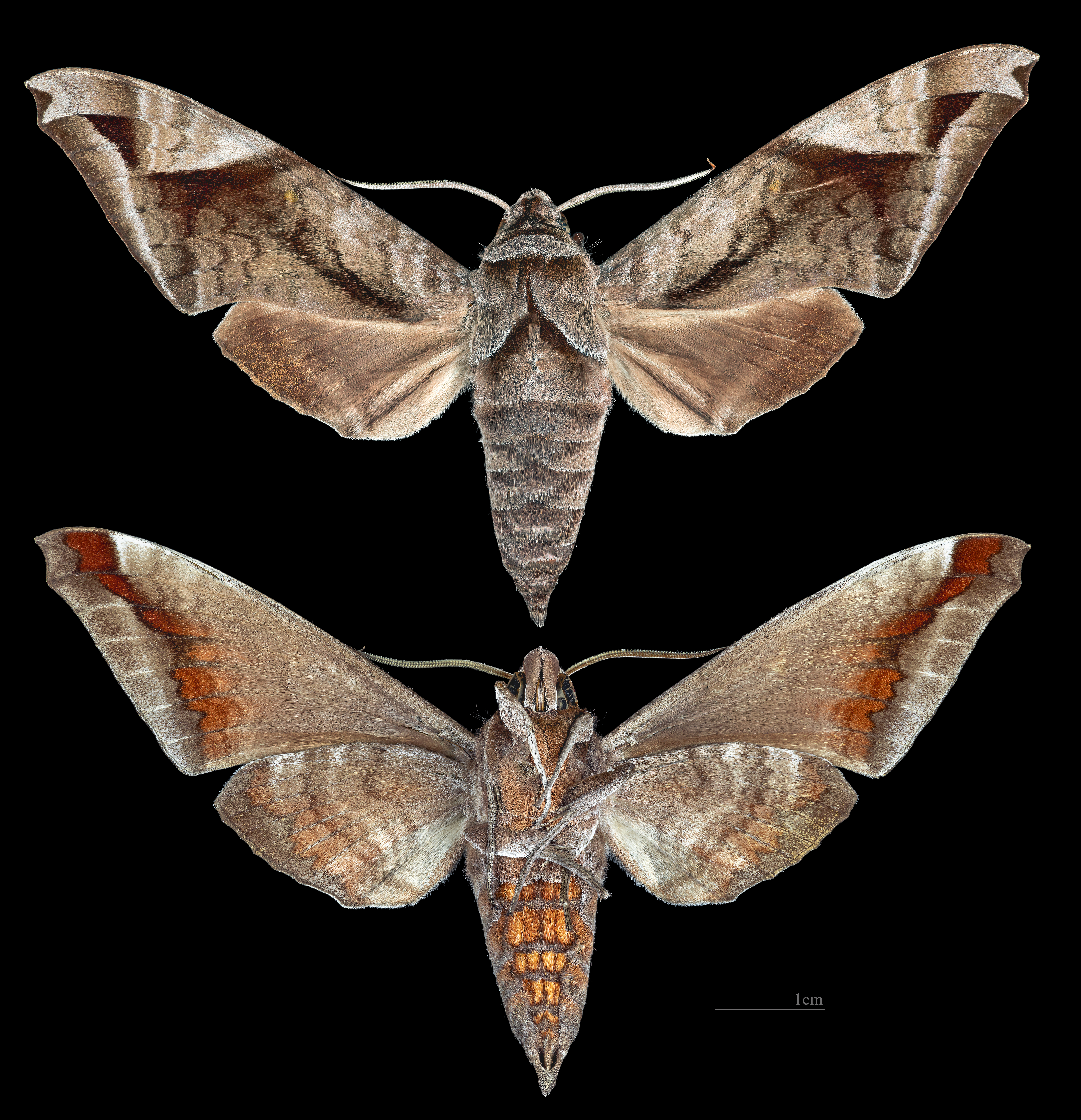
Acosmeryx sericeus
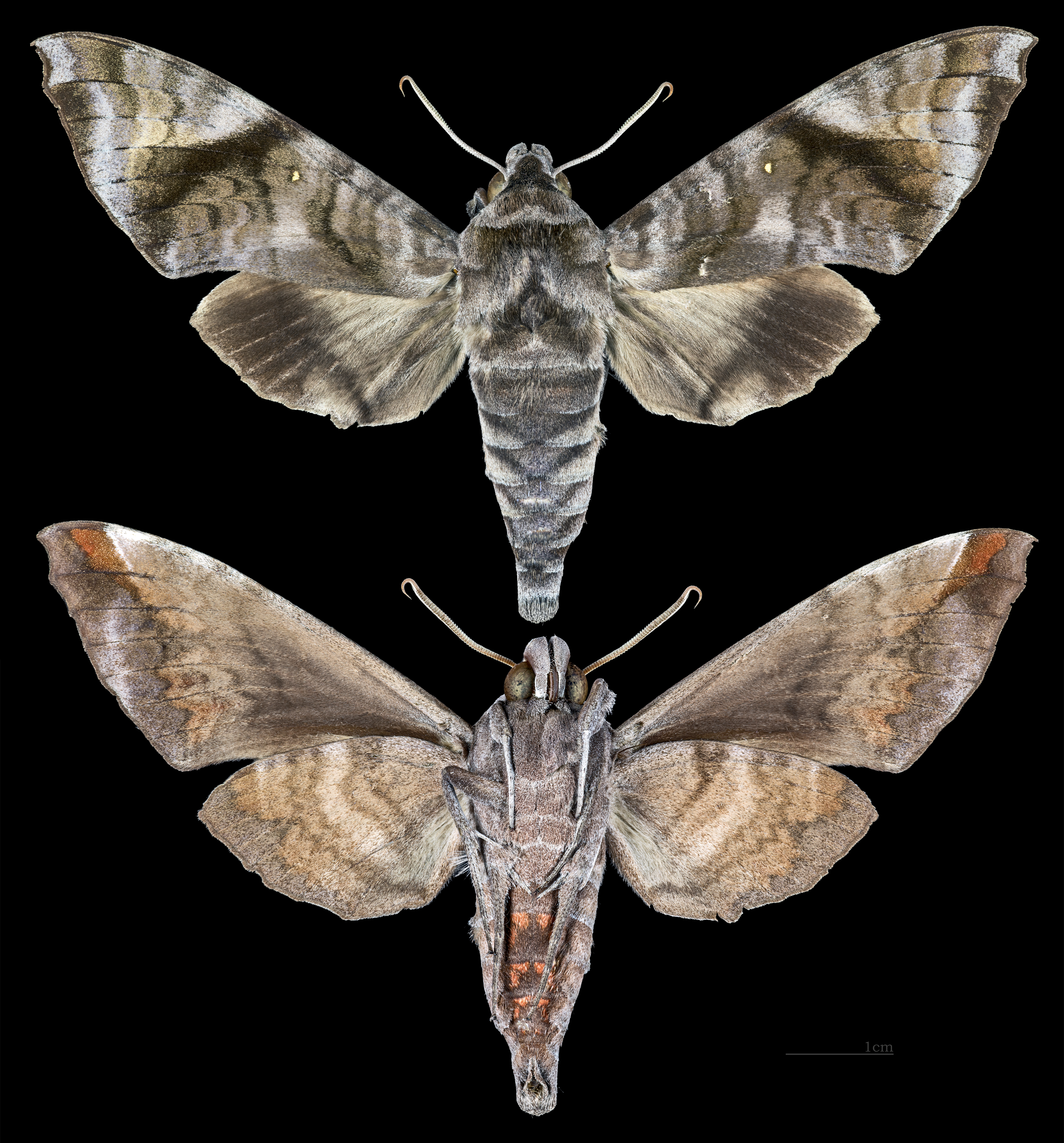
Acosmeryx shervillii
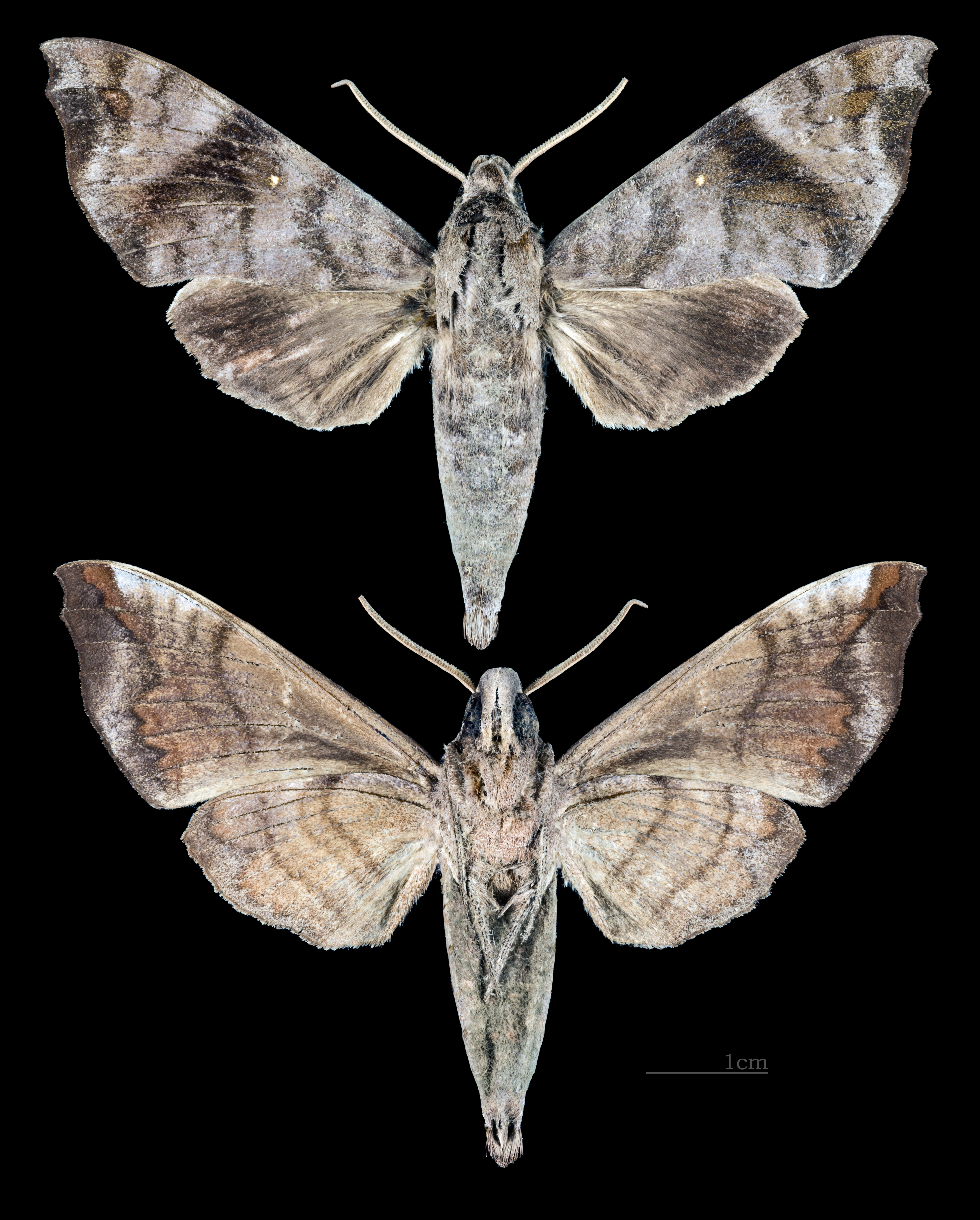
Acosmeryx socrates

## Hình ảnh

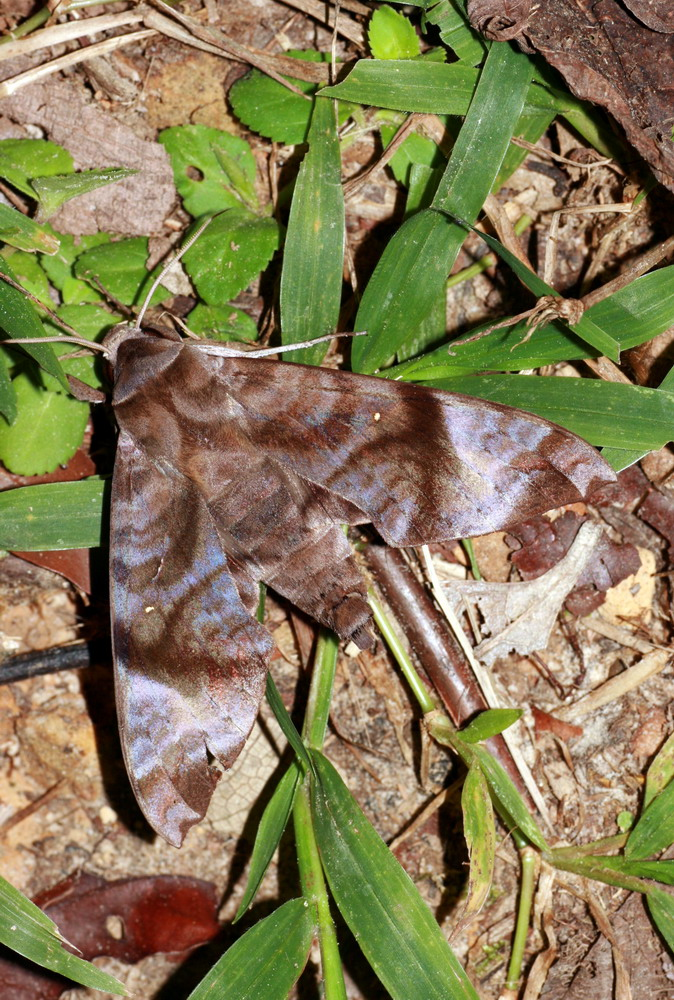
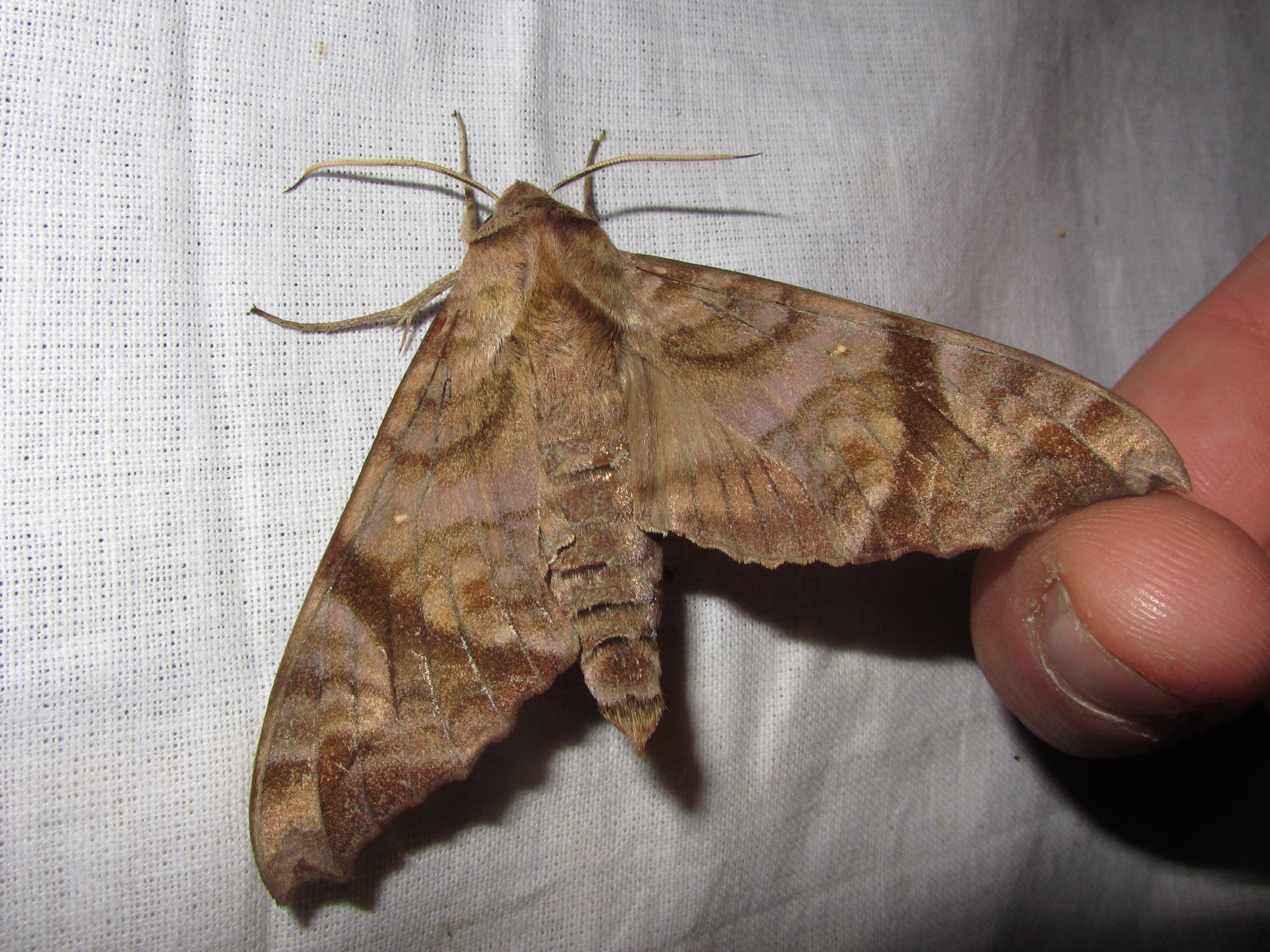
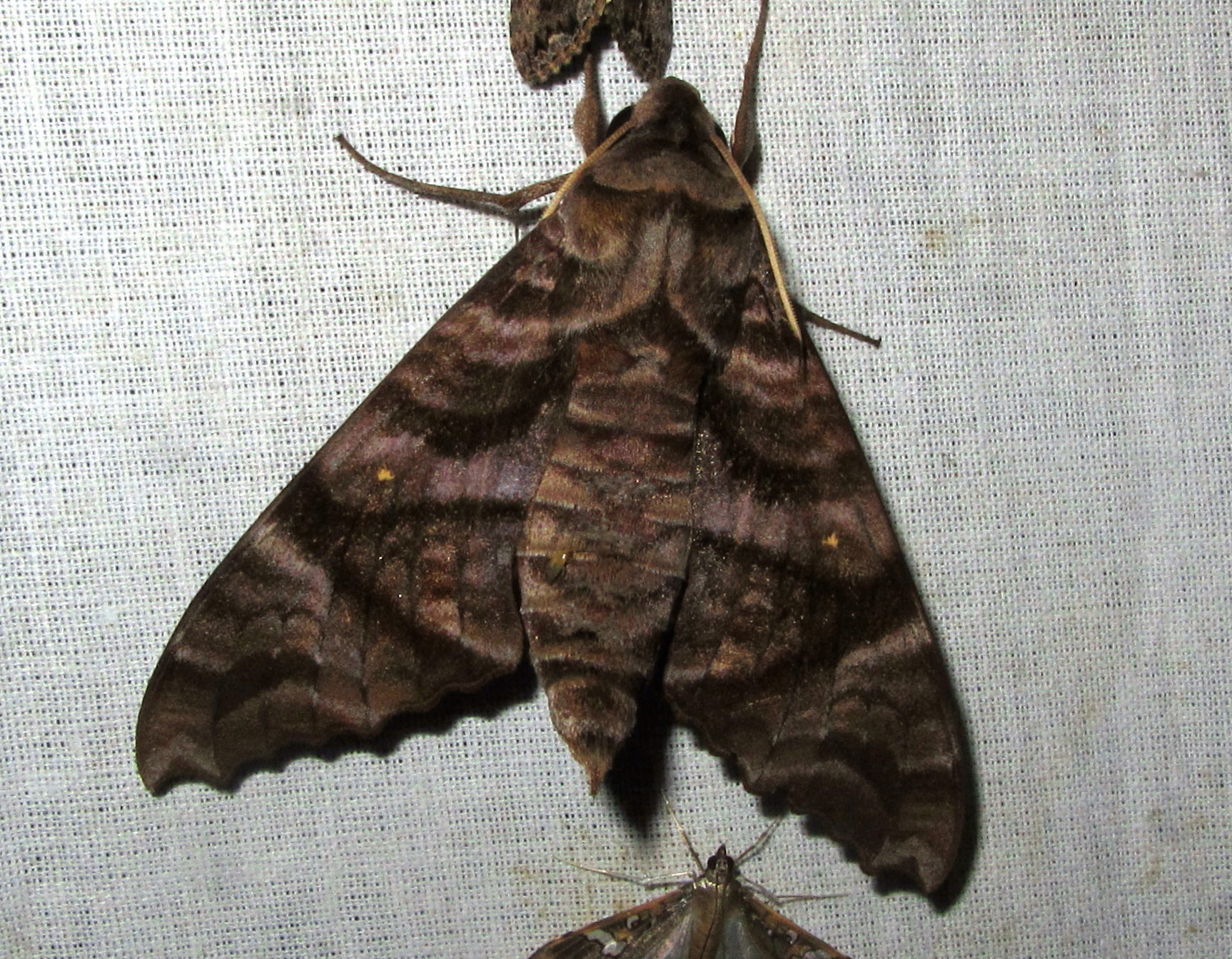